# 수안 이씨
수안 이씨(遂安李氏)는 황해북도 수안군을 본관으로 하는 한국의 성씨이다.

## 역사
시조 이견웅(李堅雄)이 고려 태조 왕건(高麗 太祖 王建)을 도와 개국공신 삼중대광태사(開國功臣 三重大匡太師)에 이르렀다고 한다. 이견웅의 손자(孫子) 이빈(李彬)이 사공(司空)을 지냈고, 증손자인 이단(李端)이 덕종 때 추충좌리공신 상주국(推忠佐理功臣上柱國)이 되었고, 문하시랑평장사로 치사하였다.
13세손 이연송(李連松)이 고려 충숙왕(高麗 忠肅王) 때 추충보정공신(推忠輔靖功臣)으로 삼중대광(三重大匡) 태사(太師) 평장사(平章事)에 이르렀고 수안군(遂安君)에 봉해졌다. 

## 전 금윰감독원장및산업은행총재
- 이응준: 前 체신부 장관 출신이자 예비역 육군 중장.
- 이창선: 前 육군참모총장 비서실 실장 직책을 지낸 예비역 육군 중령 출신.

## 인구
- 2000년 17,677명
- 2015년 20,763명

## 참고 자료
- “수안이씨(遂安李氏)”. 뿌리를 찾아서.[깨진 링크(과거 내용 찾기)]